# Pablo Macaya
Pablo Leonardo Macaya Jorquera (Santiago, 29 de agosto de 1967) es un actor chileno.

## Biografía
Cursó la educación básica y media en el Colegio San Ignacio de Santiago. En 1989 ingresó a estudiar teatro en la Pontificia Universidad Católica de Chile (PUC), egresando en 1993.
A lo largo de la década de 1990, su reputación como actor teatral se mantuvo, mientras que se abrió paso en el cine, protagonizando el éxito de taquilla El chacotero sentimental, al lado de Tamara Acosta. Por su papel, Macaya logró una nominación al Mejor Actor en la categoría cine en la primera entrega de los Premios Altazor.
Su gran oportunidad llegó en 2012, cuando protagonizó la comedia Soltera otra vez, en el rol de Álvaro Vergara, un antigalán que recibió varias críticas positivas y consolidó a Macaya como actor del momento. Debido a su éxito en sintonía, entre 2013 y 2018, tuvo dos temporadas al aire con gran audiencia. Macaya comenzó a obtener papeles con mayor relevancia y se perfiló en la primera línea de Canal 13.
En 2018 protagonizó el thriller Pacto de sangre, la cual se convirtió en un fenómeno de culto. La serie se tornó un fenómeno en Chile, acaparando la atención de los medios de comunicación y siendo constantemente trending topic en Twitter a nivel mundial. Por su interpretación, recibió el Copihue de Oro al Mejor actor de televisión, y una nominación en los Premios Caleuche.
En 2022 coprotagonizó al lado de la célebre Claudia Di Girolamo, 42 días en la oscuridad de Netflix. En su semana de estreno, escaló en las primeras posiciones del listado de la plataforma de streaming. 42 días en la oscuridad se acomodó en el séptimo lugar de las series no habladas en inglés más exitosas, acumulando 9,9 millones de horas vistas desde su estreno.

## Vida personal
Es casado con María José Contreras, con quien tuvo 2 hijos. Es hincha de la Universidad de Chile.

## Filmografía

### Cine
| Año  | Título                           | Rol                  | Director            |
| ---- | -------------------------------- | -------------------- | ------------------- |
| 1996 | Cicatriz                         |                      | Sebastián Alarcón   |
| 1999 | El chacotero sentimental         | Johnny               | Cristián Galaz      |
| 2002 | Tres noches de un sábado         | Genaro               | Joaquín Eyzaguirre  |
| 2002 | Bienvenida realidad: la película | Sergio Torres        | Sergio Castilla     |
| 2004 | Diarios de Motocicleta           | Moncho               | Walter Salles       |
| 2004 | Azul y blanco                    | Cherokee             | Sebastián Araya     |
| 2005 | El baño                          |                      | Gregory Cohen       |
| 2008 | 199 recetas para ser feliz       | Tomás                | Andrés Waissbluth   |
| 2009 | Teresa                           | Víctor Domingo Silva | Tatiana Gaviola     |
| 2010 | Blokes                           | Padre de Manuel      | Marialy Rivas       |
| 2011 | Sal                              | Vaquero              | Diego Rougier       |
| 2012 | Paseo de oficina                 | Minero               | Roberto Artiagoitía |
| 2017 | Niñas araña                      | Waldo                | Guillermo Helo      |
| 2022 | Ardiente paciencia               | Jorge                | Rodrigo Sepúlveda   |
| 2024 | El lugar de la otra              | Efraín García        | Maite Alberdi       |

### Telenovelas
| Año  | Título               | Papel               | Ref.         |
| ---- | -------------------- | ------------------- | ------------ |
| 1994 | Top secret           | Borja Castello      |              |
| 1997 | Playa salvaje        | Enrique Tapia       |              |
| 2000 | Corazón pirata       | Ricardo Cáceres     |              |
| 2004 | Hippie               | David Torres        |              |
| 2004 | Ídolos               | Juan Pablo Martínez |              |
| 2005 | Los Capo             | Amador Fuentes      |              |
| 2005 | Entre medias         | Mariano García      | 11 episodios |
| 2006 | Disparejas           | Víctor Veronese     |              |
| 2007 | Fortunato            | —                   | ¿? episodios |
| 2008 | Mala conducta        | Vladimir Cataldo    |              |
| 2009 | Sin anestesia        | Esteban Fonseca     | 10 episodios |
| 2009 | Mujeres de lujo      | Lázaro Moyano       |              |
| 2010 | Primera dama         | Federico Astudillo  |              |
| 2011 | Soltera otra vez     | Álvaro Vergara      |              |
| 2012 | Las Vega's           | Mauro Durán         |              |
| 2013 | Soltera otra vez 2   | Álvaro Vergara      |              |
| 2014 | Chipe libre          | Cristóbal Ramos     |              |
| 2015 | Veinteañero a los 40 | Alejandro Toro      |              |
| 2016 | Preciosas            | Álex Castillo       |              |
| 2017 | Soltera otra vez 3   | Álvaro Vergara      |              |
| 2018 | Pacto de sangre      | Gabriel Opazo       |              |

### Series y unitarios
| Año       | Título                       | Papel                 | Ref.                              |
| --------- | ---------------------------- | --------------------- | --------------------------------- |
| 1997      | Laberinto                    | Edmundo Vizcarra      | Protagonista                      |
| 1998      | Vivir al día                 | Adrián                | Progagonista                      |
| 2000      | Vigías del Sur               | Juan Carlos Labarrera | Reparto                           |
| 2002      | La vida es una lotería       | Manuel                | Episodio: «Confeso y salado»      |
| 2003      | Cuentos de mujeres           | Manuel/El Puma        | 2 episodios                       |
| 2004      | Bienvenida realidad          | Sergio Torres         | 2 episodios                       |
| 2004      | Tiempo final: en tiempo real | Amigo de Pablo        | Episodio: «La entrega»            |
| 2007      | Mi primera vez               | Javier                | Episodio: «La locura de Cristina» |
| 2007      | Gen Mishima                  | Rafael Martínez       | Reparto                           |
| 2008      | Paz                          | Gabriel Suárez        | 2 episodios                       |
| 2008      | Huaiquimán y Tolosa 2        | Javier Fuenzalida     | Episodio: «El prestamista»        |
| 2009-2010 | Una pareja dispareja         | Neme Ariztía          | Reparto                           |
| 2009      | Aquí no hay quien viva       |                       | Episodio: «Feria de las pulgas»   |
| 2014      | El hombre de tu vida         |                       |                                   |
| 2017      | Papá mono                    |                       |                                   |
| 2022      | 42 días en la oscuridad      | Víctor Pizarro        | Protagonista; 6 episodios         |
| 2024      | Baby Bandito                 | Pantera               | Protagonista; 8 episodios         |

### Otras apariciones
- Teatro en Canal 13 (Canal 13, 1997)
- Teatro en Chilevisión (Chilevisión, 2008-2009)
- Infieles (Chilevisión, 2009-2010)
- Bienvenidos (Canal 13, 2012) - Invitado
- Dudo (Canal 13C, 2013) - Invitado
- El Veedor (Fox Sports Chile, 2015) - Conductor

## Vídeos musicales
| Año  | Título           | Artista        | Dirección      |
| ---- | ---------------- | -------------- | -------------- |
| 2016 | Nuestros Caminos | Banda Travesía | Esteban Méndez |

## Teatro
- 1992: Muerte en el 608,  de Rodrigo Gijón, estrenada en el Festival de Teatro del Instituto Chileno Norteamericano.
- 1993: Malinche, de Inés Stranger, estrenada en Teatro UC.
- 1994: Tartufo, estrenada en Teatro UC.
- 2001: La indagación, estrenada en Teatro UC.
- 2002: Fanfarria para marionetas de Jorge Díaz, estrenada en Matucana 100.
- 2009: El avión rojo, de Jaime McManus, estrenada en Teatro UC.
- 2012: Las brujas de Salem, de Arthur Miller, estrenada en Teatro UC.

## Premios y nominaciones
| Año  | Premio           | Categoría                                        | Trabajo                  | Resultado |
| ---- | ---------------- | ------------------------------------------------ | ------------------------ | --------- |
| 2000 | Premios Altazor  | Mejor actor de cine                              | El chacotero sentimental | Nominado  |
| 2013 | Premios Altazor  | Mejor actor de televisión                        | Soltera otra vez         | Nominado  |
| 2012 | Copihue de Oro   | Mejor actor popular                              | Soltera otra vez         | Nominado  |
| 2013 | Copihue de Oro   | Mejor actor popular                              | Las Vega's               | Nominado  |
| 2016 | Copihue de Oro   | Mejor actor popular                              | Preciosas                | Nominado  |
| 2018 | Copihue de Oro   | Mejor actor popular                              | Pacto de sangre          | Ganador   |
| 2016 | Premios Caleuche | Mejor actor de soporte en teleseries             | Chipe libre              | Nominado  |
| 2019 | Premios Caleuche | Mejor actor protagónico en teleseries            | Pacto de sangre          | Nominado  |
| 2023 | Premios Caleuche | Mejor actor protagónico en series y/o miniseries | 42 días en la oscuridad  | Nominado  |
| 2025 | Premios Caleuche | Mejor actor protagónico en series y/o miniseries | Baby Bandito             | Nominado  |

Otros premios y nominaciones
| Año  | Premio                           | Categoría             | Trabajo          | Resultado |
| ---- | -------------------------------- | --------------------- | ---------------- | --------- |
| 1992 | Instituto Chileno Norteamericano | Mejor actor de teatro | Muerte en el 608 | Ganador   |